# بلاف (یوتا)
بلاف (به انگلیسی: Bluff) یک منطقهٔ مسکونی در ایالات متحده آمریکا است که در شهرستان سن‌خوآن، یوتا واقع شده‌است. بلاف ۵۸٫۷ کیلومتر مربع مساحت و ۳۲۰ نفر جمعیت دارد و ۱٬۳۱۸ متر بالاتر از سطح دریا واقع شده‌است.